# Giovanni VII di Alessandria
Papa Giovanni VII (in arabo egiziano يوانس السابع; Egitto, ... – Egitto, 21 aprile 1293), è stato il 77º Papa della Chiesa ortodossa copta.
Venne eletto per la prima volta a Misr da un certo numero di laici, ma al Cairo si era radunata un'altra fazione per eleggere Gabriele, nipote del vescovo di Tamid. Per evitare uno scisma, si ricorse come da tradizione a un sorteggio, che andò a favore di Gabriele. Giovanni godeva però dell'appoggio del sultano e fu comunque ordinato il 6 tybi 978 del calendario copto, ovvero il 1º gennaio 1262. Nel 1268 fu deposto.
Venne reinsediato il 1º gennaio 1271 dal sultano e rimase fino alla sua morte, avvenuta nel 1293.